# Луций Постумий Албин Региленсис
Луций Постумий Албин Региленсис (на латински: Lucius Postumius Albinus Regillensis) e политик на Римската република през 4 век пр.н.е. Произлиза от клон Албин на патрицииската фамилия Постумии.
Той е през 389 пр.н.е. и 381 пр.н.е. консулски военен трибун.